# エレン・ハンコック
エレン・ハンコック (英語: Ellen Hancock 1943年4月15日 - 2022年4月19日) は、アメリカ合衆国の技術者、実業家。IBMの上級副社長/グループエグゼクティブを経て、1996年7月から1997年7月まで、Apple Computerにてギル・アメリオCEOの片腕として研究開発担当上級副社長兼CTOを務めていた。Exodus Communicationsの元会長兼CEO。
1996年にCopland計画を中止し、OPENSTEPを次期Mac OS（後のmacOS）の技術基盤として選んだ人物である。1999年にカナダ人起業家ロジャー・ボワベール（1951-2001）率いる日本最初のインターネット・サービス・プロバイダー（ISP)、Global OnLine Japan（GOL)を買収、日本に進出。2000年、野村総合研究所と日本発のインターネットデータセンターを東京に開設。アメリカ人女性CEOとして日本のデータセンター業界をけん引した。